# Andrei Anatoljewitsch Andrejew
Andrei Anatoljewitsch Andrejew (russisch Андрей Анатольевич Андреев; * 24. Mai 1976 in Tomsk) ist ein russischer Politiker (KPRF) und war von 2007 bis 2016 Abgeordneter der staatlichen Duma der Russischen Föderation.

## Leben

### Ausbildung
Andrejew schloss 1999 sein Studium an der Lomonossow-Universität in Moskau ab.

### Berufliche Laufbahn
Seit 2004 arbeitete er als Dozent an der journalistischen Fakultät der Lomonossow-Universität.

### Politische Tätigkeit
Andrejew wurde Mitte der 90er Jahre Mitglied der KPRF. Von 1997 bis 2008 leitete er den Pressedienst der KPRF und war Pressesprecher des Parteichefs Gennadi Sjuganow.
Von 2003 bis 2007 war er als direkt gewählter Kandidat Mitglied des Parlaments der Republik Udmurtien und von 2007 bis 2016 Abgeordneter der staatlichen Duma.
2018 wurde Andrejew als Abgeordneter in die Gesetzgebende Versammlung der Oblast Irkutsk gewählt.

### Privatleben
Andrejew ist verheiratet und Vater zweier Töchter.